# Luciano Lutring
Luciano Lutring (Milán, 30 de diciembre de 1937 - Verbania, 13 de mayo de 2013) fue un criminal, escritor y pintor italiano.

## Biografía
Conocido como "el solista de la ametralladora" ("il solista del mitra" en italiano), porque guardaba su arma en un estuche de violín. 
Durante los años 1960 cometió cientos de robos en Francia e Italia, y amasó una fortuna estimada en alrededor de 35 mil millones de liras.
El 1 de septiembre de 1965, durante un robo en París, Lutring resultó gravemente herido y permaneció dos meses entre la vida y la muerte. Condenado a 22 años de prisión, Lutring pasó 12 años en la cárcel en Francia, tiempo durante el cual se puso a escribir y pintar. Incluso envió por correspondencia una obra al entonces presidente de la Cámara italiana, Sandro Pertini. Más tarde, fue el único bandido de la historia en ser indultado por dos presidentes de la República: el francés Georges Pompidou y el italiano Giovanni Leone.
En 1966 Carlo Lizzani dirigió una película basada en su historia, Frente al amor y la muerte, protagonizada por Robert Hoffmann y Gian Maria Volonté.

## Otras lecturas
- Andrea Villani, Questo sangue. L'ultima rapina di Luciano Lutring, A.CAR., 2008. ISBN 8889079584.
- Francesco Sannicandro, Nel cielo dei bar. Lutring, il bandito che non sparava, Effequ, 2011. ISBN 8889647728.
- Andrea Villani, Luciano Lutring, Ugo Mursia Editore, 2012. ISBN 8842548456.

- Datos: Q3838631
- Multimedia: Luciano Lutring / Q3838631